# Pikes Peak Hill Climb
Pikes Peak International Hill Climb (PPIHC) är en backtävling för bilar och motorcyklar. Den första tävlingen uppför berget Pikes Peak i Colorado, USA, avgjordes 1916. Banan startar på 2862 meters höjd och har sin målgång på 4301 meters höjd. Längden är cirka två mil. Totalt finns det 156 kurvor, flertalet med ett stup rakt ner. Banan är asfalterad, men har tidigare körts i blandad terräng, i både grus, sand och asfalt. 2011 var det sista året tävlingen kördes i blandad terräng.
Rekordet på sträckan har Romain Dumas som körde 2018 på tiden 7.57,148 i en Volkswagen I.D. R med eldrift.

## Rekord

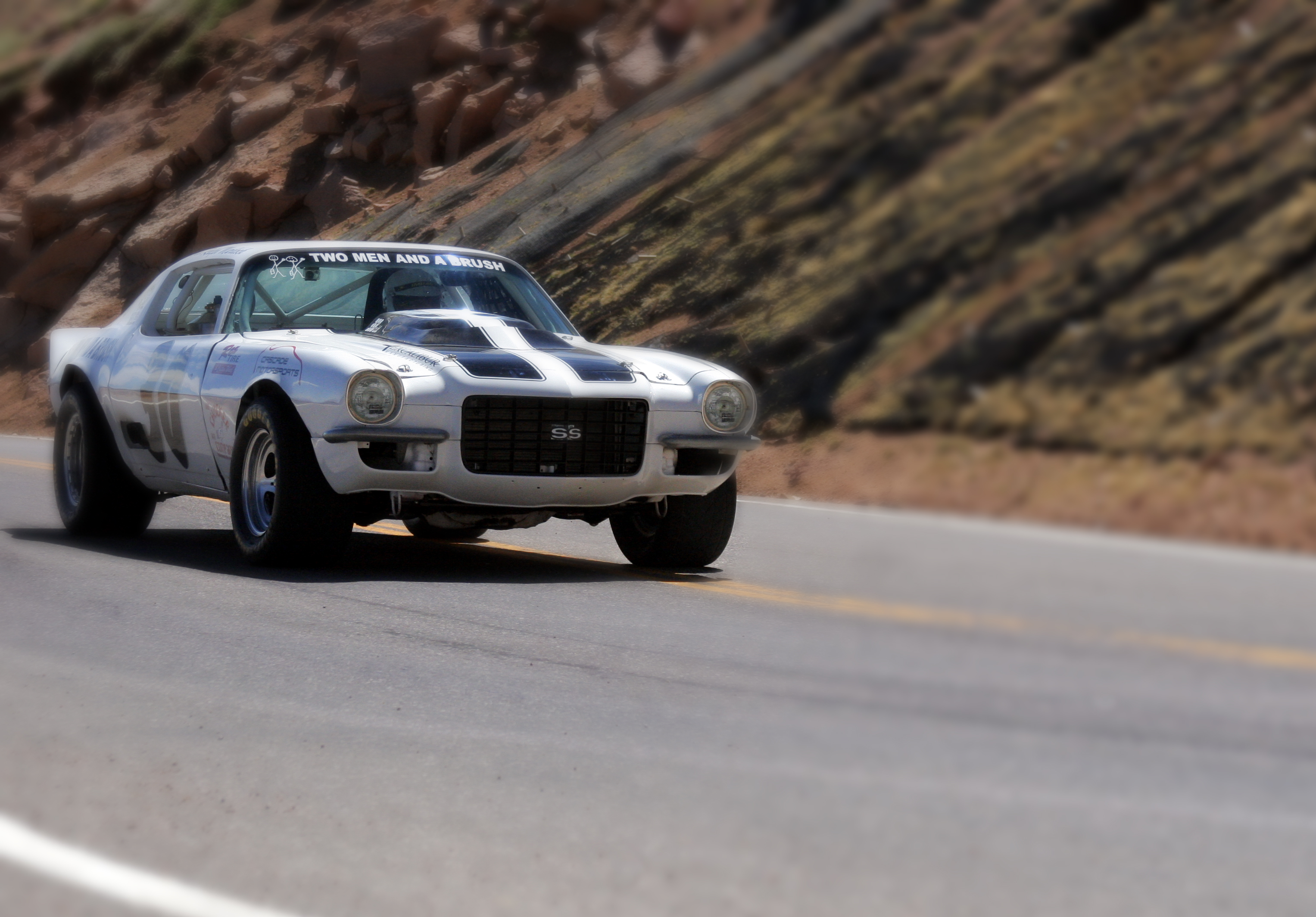
Ralph Murdock slår rekordet i "vintage-klassen" i en modifierad Chevrolet Camaro från 1970, år 2011.

### Bil (fyra hjul)
Rekordet på sträckan i samtliga klasser har Romain Dumas i en Volkswagen I.D. R med eldrift. Dumas slog det tidigare rekordet av Sébastien Loeb från 2013 på tiden 8.13,878 minuter.
| Division                 | Tävlingsklass                | År   | Förare               | Fordon                                         | Tid       |
| ------------------------ | ---------------------------- | ---- | -------------------- | ---------------------------------------------- | --------- |
| Unlimited                | Unlimited                    | 2018 | Romain Dumas         | Volkswagen I.D. R                              | 7.57,148  |
| Time Attack              | Time Attack 1                | 2019 | \| Raphael Astier \| | 2017 B.B.I Autosport Porsche 911 GT3 Cup Turbo | 9.23,721  |
| Pikes Peak Challenge Car | Open Wheel                   | 2017 | Clint Vahsholtz      | 2013 Ford Open                                 | 9.35,747  |
| Pikes Peak Challenge Car | Pikes Peak Open              | 2018 | Peter Cunningham     | 2018 Acura TLX GT                              | 9.27,352  |
| Pikes Peak Challenge Car | Porsche Cayman GT4 Clubsport | 2018 | Travis Pastrana      | 2016 Porsche Cayman GT4 Clubsport              | 10.33,897 |
| Raphael Astier           |                              |      |                      |                                                |           |

### Motorcykel (två hjul)
| Division                        | Tävlingsklass           | År   | Förare         | Fordon                            | Tid       |
| ------------------------------- | ----------------------- | ---- | -------------- | --------------------------------- | --------- |
| Pikes Peak Heavyweight          | Pikes Peak Heavyweight  | 2017 | Chris Fillmore | 2017 KTM Super Duke 1290 R        | 9.49,625  |
| Pikes Peak Middleweight         | Pikes Peak Middleweight | 2018 | Chris Fillmore | 2018 KTM 790 Duke                 | 10.04,038 |
| Pikes Peak Lightweight          | Pikes Peak Lightweight  | 2017 | Davey Durelle  | 2009 Aprilia SXV450               | 10.35,354 |
| Pikes Peak Challenge Motorcycle | Electric                | 2013 | Carlin Dunne   | 2013 Lightning Electric Superbike | 10.00,694 |
| Pikes Peak Challenge Motorcycle | Quad (fyrhjuling)       | 2016 | Cyril Combes   | 2011 Suzuki KTM JF Prototype      | 11.05,664 |

### Övriga klasser
| Klass                      | År   | Förare                    | Fordon                       | Tid       |
| -------------------------- | ---- | ------------------------- | ---------------------------- | --------- |
| Time Attack 2 (Production) | 2015 | David Donner              | 2014 Porsche 911 Turbo S     | 10.26,896 |
| Vintage Car                | 2017 | Spencer Steele            | 1995 PVA 2                   | 10.25,989 |
| Sidecar                    | 2016 | John Wood & Matthew Blank | 1999 Shelbourne Superlite F2 | 11.26,644 |
| Vintage Motorcycle         | 2012 | Marc LaNoue               | 1969 Triumph Bonnie          | 12.39,782 |

Fordon med alternativa bränslekällor
| Bränsle              | Klass          | År   | Förare         | Fordon                            | Tid       |
| -------------------- | -------------- | ---- | -------------- | --------------------------------- | --------- |
| Electric (elbil)     | Modified       | 2018 | Romain Dumas   | Volkswagen I.D. R                 | 7.57,148  |
| Electric (elbil)     | Production     | 2016 | Blake Fuller   | 2016 Tesla S P90D                 | 11.48,264 |
| Dieselmotor          | Exhibition     | 2015 | Uwe Nittel     | 2016 Mercedes Benz C300 d 4 MATIC | 11.37,149 |
| Natural Gas (gasbil) | Open Wheel     | 1993 | Johnnie Rogers | Wells-Coyote                      | 11.50,090 |
| Propane (propan)     | Exhibition/PPO | 2012 | Randy Schranz  | 2012 Shelby Cobra                 | 11.11,218 |
| Turbine              | Open Rally     | 1981 | Steve Bolan    | Bolan-Allison                     | 15.27,180 |
| Hybrid               | Time Attack 1  | 2018 | James Robinson | 2017 Acura NSX                    | 10.02,448 |